# Campionatul Internațional de Scrimă din 1927
Campionatul Internațional de Scrimă din 1927 s-a desfășurat la Vichy, Franța.

## Rezultate

### Masculin
| Probă                 | Aur                   | Argint                       | Bronz                     |
| Spadă la individual   | Georges Buchard (FRA) | Fernand Jourdant (FRA)       | Xavier de Beukelaer (BEL) |
| Floretă la individual | Oreste Puliti (ITA)   | Philippe Cattiau (FRA)       | Gioacchino Guaragna (ITA) |
| Sabie la individual   | Sándor Gombos (HUN)   | Ödön von Tersztyánszky (HUN) | Gyula Glykais (HUN)       |

## Clasament pe medalii
| Loc   | Țară    | Aur | Argint | Bronz | Total |
| ----- | ------- | --- | ------ | ----- | ----- |
| 1     | Franța  | 1   | 2      | 0     | 3     |
| 2     | Ungaria | 1   | 1      | 1     | 3     |
| 3     | Italia  | 1   | 0      | 1     | 2     |
| 4     | Belgia  | 0   | 0      | 1     | 1     |
| Total | Total   | 3   | 3      | 3     | 9     |